# Fogolykiváltó Boldogasszony-templom (Gomba)
A Fogolykiváltó Boldogasszony templom Gomba falu katolikus plébániatemploma. A falu közepén áll (Kossuth tér 1., illetve Kossuth Lajos u. 14.), közvetlenül a házasságkötő terem mellett.

## Története
Gomba középkori katolikus temploma föltehetőleg ott állt, ahol ma a református temető van — legalábbis 1864-ben úgy vélték, hogy ennek a romjai látszanak ott; mára semmilyen maradványuk nem látható. Ezt a templomot, amit a nép „rácz” templomnak nevezett, szent Simon és Júdás apostolok tiszteltére szentelték. Miután a falu teljes lakossága református hitre tért át, a templomot a reformátusok 1600 körül elfoglalták.
Ezután katolikusokat csak a Rákóczi-szabadságharc leverése után kezdtek a faluba telepíteni — főleg cselédeket, akik szegénységükben saját templom emelésére nem gondolhattak. A jelenlegi templom építését Scitovszky Béla belügyminiszter, helybéli földbirtokos kezdeményezte, aki telket és nagyobb pénzösszeget adott erre a célra; az építkezést ezután más birtokosok is segítették adományaikkal.
A templom 1928-ban épült; a lelkészlakot az 1920-ban nyílt katolikus iskolában helyezték el. 1929-ben kapta két harangját. Belülről 1967/68-ban, kívülről pedig 1982/83-ban renoválták.
1937-ig Úri plébániájának filiája volt; utána Monorhoz tartozott. 1947-ben alakították önálló lelkészséggé. Ekkor a következő külterületeket kapcsolták hozzá: Farkasd (egykor falu és a váci káptalan birtoka volt, ma Gomba része), Tetepuszta és Bénye — Bénye azóta önálló községgé vált.
Plébánosai:
- 1947: Kovács Alajos,
- 1948: Walkovszky László,
- 1951: Kővári Imre,
- 1956: Katona Zoltán,
- 1961: Tóth Lajos,
- 1968: Erdélyi Lajos,
- 1971: Ónody János,
- 1973-tól Monor vagy Úri látja el.[2]

## Az épület
Az eklektikus stílusú, egytornyos épület tornyában három harang függ. Az 1929-ben beszerelt kettőt (egyik átmérője 65, a másiké 42 cm) Walser Ferenc öntötte. Középső, 56 cm átmérőjű harangját Enyedi Borbála ajándékozta a templomnak.